# Kirsty Barton
Kirsty Barton (nacida el 29 de mayo de 1992) es una futbolista inglesa que juega como centrocampista. Desde 2020 comenzó a jugar para Brighton & Hove Albion. 

## Carrera
Comenzó su carrera juvenil en Chelsea, donde permaneció durante siete años. Firmó para Brighton & Hove Albion en 2011 y actualmente es la jugadora más antigua del club. Barton fue fundamental para ayudar a las gaviotas a pasar de la tercera división del fútbol femenino inglés a su posición actual en la FA WSL, la primera división de fútbol femenino de Inglaterra.